# 奧里恩角

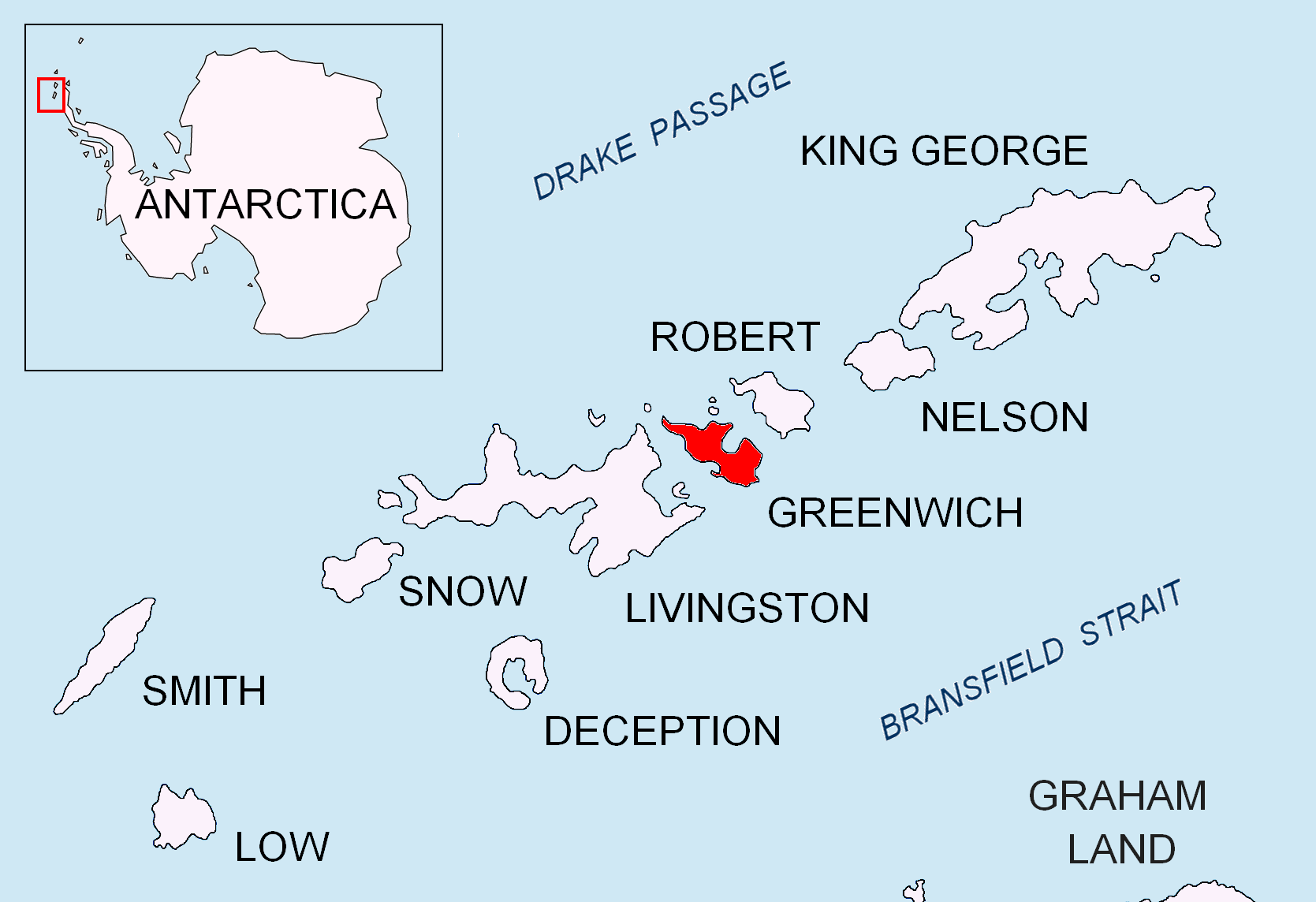

奧里恩角是南極洲的海岬，位於南設得蘭群島的格林尼治島北端，是瓜亞基爾灣入口處的東面，處於阿圭多角東南面2.59公里，以厄瓜多爾探險隊的船隻命名。

## 外部連結
- SCAR Composite Antarctic Gazetteer（页面存档备份，存于）.

62°26′39″S 59°44′18″W / 62.44417°S 59.73833°W